# Дисцектомија
Дисцектомија или отворена дискектомија (ако се изводи кроз отвор на кожи промера 1,2 см или већи) је оперативна метода хируршко уклањање абнормалног дела или целог диска у кичми који притиска на корен нерва или кичмену мождину.
Намењена је за дискове са хернијом који не реагују на нехируршко лечење болова у доњем делу леђа или врату. Код ове методе хирург уклања део диска да би ублажио притисак на оближње нерве и тиме минимизира бол у доњем делу леђа и бол који зрачи низ ноге (ишијас).
Постоји неколико врста дискектомија, укључујући отворену хирургију и минимално инвазивне операције.

## Релевантна анатомија и патофизиологија
Међупршљенски (интервертебрални) дискови су равни, округли јастучићи који се налазе између пршљенова (костију) у кичми и делују као амортизери кичме.
Сваки диск има меки, геласти центар окружен флексибилним спољашњим прстеном (анулусом).. Међупршљенски дискови су под сталним притиском. Диск може да се покида, што дозвољава да део геласте супстанце из једра исцури. Ово је хернијација диска (такође се назива испупчење, исклизнуће или пукнуће диска) и то је главни разлог зашто се људи подвргавају дискектомији.
Хернија диска најчешће погађа доњи део леђа (лумбалну кичму , али може утицати и на врат ( вратну кичму ). Ретко се хернија диска може појавити у средњем делу леђа (грудној кичми). Лумбалне дискектомије су чешће од цервикалних дискектомија.

## Опште информације
Традиционалну отворену дискектомију, или Лавову технику, објавили су Рос и Лав 1971. године. Напредак је довео до побољшања визуелизације у односу на традиционалне поступке дискектомије (нпр. микродискектомија, отворена дискектомија помоћу спољашњег микроскопа која се обично изводи кроз отвор на кожи од 2,5 цм или већи) или ендоскопска дискектомија (сонографија пролази унутра и обично се изводи кроз отвор на кожи од 2 мм или већи, до 12 мм). 
У комбинацији са традиционалном дискектомијом или микродискектомијом, често се користи ламинотомија како би се омогућио приступ интервертебралном диску. Ламинотомија значи да се значајна количина типично нормалне кости (ламина) уклања са пршљена, омогућавајући хирургу да боље види и приступи подручју херније диска.

## Индикације
Дисцектомија се углавном користи за ефикасно лечење болова који зраче низ руке или ноге, ако конзервативнији нехируршки третмани, као што је физикална терапија, не могу понудити олакшање многим људима са болом у леђима или врату који се непрестано погоршавају.
Најчешће индикације за дискектомију су:
- дискус хернија,

- бол или утрнулост у нози или руци која је јака или се не побољшава, што отежава обављање свакодневних задатака.
- тешка слабост у мишићима руке, потколенице или задњице,
- бол који се шири у задњицу или ноге (ишијас ).

- синдром кауда еквина (изненадна слабост или утрнулост и проблеми са контролом бешике и црева).

## Методе
Постоје различите врсте дискектомија у зависности од хируршког приступа којим хирург може уклонити део или цео оштећени диск. Поред тога, може уклонити један диск  или више, и локацијемпромена.

### Отворена/стандардна дискектомија (О/СД)
Код ове методе хирург прави велики рез на кожи и помера мишиће леђа у страну како би могао директно да види подручје и оперише диск.

### Минимално инвазивна хируршка дискектомија (МИХД)
Код ове методе хирург прави мали рез на кожи, а затим користи низ прогресивно већих цеви (званих дилататори) да би прошао кроз  мишиће. Специјални инструменти (укључујући ендоскоп) помажу хирургу да види и оперише у мањем простору. Верзије ове исте операције су микроендоскопска дискектомија (МЕД) и потпуна ендоскопска дискектомија (ПЕД).

#### Потпуна ендоскопска дискектомија (ПЕД)
Већина хирурга данас уместо традиционалне отворене дискектомије  бира минимално инвазивну дискектомију која се изводи уз помоћу сонде и малог реза на кожи. Мала или ултрамала ендоскопска дискектомија (названа нано ендоскопска дискектомија) нема унутрашње сечење или уклањање костију а, због мале величине реза, не назива се „отвореном“. Ове процедуре не изазивају постламинектомијски синдром (синдром неуспелих леђа).

#### Микроендоскопска дискектомија
Микродискектомија може бити хируршка опција за пацијенте са хернијацијом диска на једном нивоу и доказима о компресији нервног корена са резидуалним континуираним радикуларним симптомима након неуспелог конзервативног лечења. Синдром кауде еквине и прогресивни или нови моторички дефицити су међу хитним хируршким индикацијама за микродискектомију. 

### Предња цервикална дискектомија и фузија (ПЦДФ)
Ова операција је намењена за подручје врата (вратну кичму). Хирург приступа оштећеном диску са предње (антериорне) стране пацијентовог врата. Затим уклања диск (дискектомија) и након тога следи спинална фузија . Фузија подразумева постављање коштаних калемова и/или имплантата тамо где се диск првобитно налазио. Ово обезбеђује стабилност и снагу пацијентовог врата.

## Контраиндикације
Контраиндикације укључују додатне патологије, као што су инфекција, тумор или сегментна нестабилност или прелом пршљенова код којих може бити потребна фузија или инструментација. Међутим, неки лекари сматрају сегментну нестабилност и спондилолистезу релативним контраиндикацијама. 

## Успешност методе
Лумбалне дискектомије имају стопу успеха између 60% и 90%. Неколико фактора доприноси вероватноћи да ће операција бити успешна. На утичу ризици дискектомије или могуће компликације, који могу укључивати:
- алергијске реакције на анестезију.
- инфекција и/или крварење на месту реза.
- крвни угрушци .
- оштећење нерава који излазе из  кичмене мождине.
- цурење цереброспиналне течности

Остали проблеми коју тичу на успешност укључују:
- нема промене у карактеру бола или ублажавању симптома,
- повратак херније диска, што може захтевати још једну операцију (ревизиона дискектомија). Ово се дешава у 5% до 15% случајева.
- нестабилност кичме, која може захтевати више операција.